# Magomed Tashujadzhiev
Magomed Saidievich Tashujadzhiev (en ruso: Магоме́д Сайди́евич Ташухаджи́ев; Grozni, Unión Soviética, 30 de septiembre de 1985 - Grozni, Rusia, 23 de julio de 2001) fue un adolescente checheno que murió luchando contra terroristas chechenos mientras protegía a su familia. Por lo que fue galardonado con el título de Héroe de la Federación de Rusia (2001, póstumamente). Magomed es la persona más joven galardonado con este título (antes de él, el héroe más joven era Marina Plótnikova, de 17 años).

## Biografía
Magomed Tashujadzhiev nació el 30 de septiembre de 1985 en la localidad de Grozni en la RASS de Chechenia e Ingusetia. Su padre, Sydi Tashujadzhiev, trabajaba como subjefe de distrito en el Departamento de Asuntos Internos del Departamento de Policía del distrito de Zavodskoy, su madre era ama de casa  y había criado a dos hijos varones (el mayor de los cuales era Magomed), y dos hijas. En junio de 2001, en el momento del ataque, Magomed se acababa de graduar en el noveno curso de la Escuela Secundaria N.º 41.

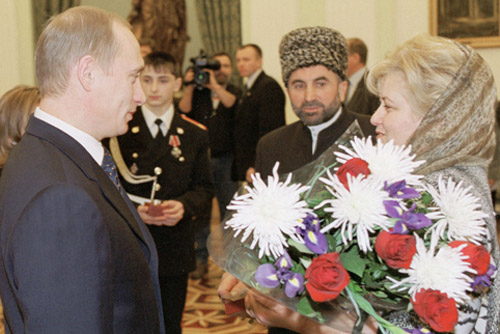
El Presidente de Rusia, Vladímir Putin con la madre de Magomed, Raisa Tashijadzhiyeva, durante la ceremonia de entrega del título de Héroe de la Unión Soviética en Moscú el 17 de diciembre de 2001

A última hora de la tarde del 22 de junio de 2001, dos personas armadas entraron en el patio de la casa en la que vivían la familia de Magomed. Uno de ellos disparó con una ametralladora contra su padre y contra el jefe de la policía criminal del distrito de Zavodskoy, Rasul Jabusiev, quien también se encontraba en el casa en ese momento. El otro atacante trató de entrar en la casa donde se encontraban la madre de Magomed y sus hermanos y hermanas. Magomed tomó una ametralladora que su padre guardaba en la casa y disparó contra los terroristas matando a uno inmediatamente y otro resultó herido de gravedad (posteriormente murió). Al oír los disparos otros dos atacantes, que se encontraban haciendo guardia en el exterior de la casa, se unieron al tiroteo. Su hermano pequeño, Islam, cogió una pistola para ayudar a su hermano. Al tratar de apagar la luz de la habitación donde se encontraban los dos adolescente, Magomed fue alcanzado en el cuello, en la arteria carótida. Fue inmediatamente evacuado al hospital de Grozni, luego al Hospital Militar de Jankala y desde allí al hospital de la ciudad de Mozdok. A pesar de que los médicos hicieron todo lo que pudieron para salvar su vida, Magomed Tashujadzhiev murió el 23 de julio de 2001 en el hospital de Mozdok.
Por Decreto del Presidente de la Federación Rusa del 27 de julio de 2001 (N.º 937), «por el coraje y el heroísmo mostrados en la lucha contra los criminales armados», Magomed Tashujadzhiev fue galardonado (póstumamente) con el título de Héroe de la Federación Rusa.
El 17 de diciembre de 2001, Vladímir Putin entregó a la madre del difunto Magomed la Estrella de Oro de Héroe de la Federación de Rusia, y su hermano, Islam, de 12 años, fue galardonado con la Orden del Coraje.